# Ruth Sivard
Ruth Leger Sivard (* 25. November 1915 in Elmhurst, Queens, New York City, als Ruth Lucille Leger; † 21. August 2015 in Washington, D.C.) war eine US-amerikanische Wirtschaftswissenschaftlerin, die hauptsächlich durch ihre Arbeiten zum Vergleich von staatlichen Ausgaben für das Militär und für Sozialpolitik bekannt ist.

## Leben
Ruth Leger wurde 1915 in Elmhurst im New Yorker Stadtteil Queens als Tochter eines Wollhändlers und einer Näherin geboren. Ihre Mutter war eine deutschstämmige Immigrantin. Nach dem Abschluss der High School graduierte sie 1937 mit einem Bachelor in Soziologie vom Smith College und 1942 mit einem Master in Wirtschaftswissenschaften von der New York University. In den nächsten drei Jahren arbeitete sie unter dem Eindruck des Zweiten Weltkriegs für das Office of Price Administration, einer staatlichen Behörde zur Preiskontrolle während des Kriegs. Nach Kriegsende ging Sivard nach Europa, wo sie zunächst für die Vereinten Nationen in Österreich arbeitete und dann in der Schweiz eine Stelle bei der Internationalen Flüchtlingsorganisation annahm. Nach ihrer Rückkehr in die USA nahm sie 1961 eine Stelle bei der Arms Control and Disarmament Agency annahm, einer dem US-Verteidigungsministerium unterstellten Bundesbehörde. Innerhalb weniger Jahre stieg sie dort in der Hierarchie auf, gleichzeitig beschäftigte sie sich zunehmend mit ihrem späteren Schwerpunktthema, dem Vergleich von staatlichen Ausgaben für das Militär und für Sozialpolitik.
Drei Jahre nach ihrer Anstellung war Sivard bereits Leiterin der wirtschaftswissenschaftlichen Arbeitsgruppe der Agency. In dieser Funktion veröffentlichte sie 1964 ihre erste Analyse zu staatlichen Militärausgaben auf der ganzen Welt. Unter dem Eindruck einer zunehmenden Aufrüstung vor dem Hintergrund des Kalten Kriegs entschieden Sivard und ihre Mitarbeiter 1966, einen neuen Bericht zu verfassen, in dem sie die staatlichen Militärausgaben mit staatlichen Ausgaben für grundlegende sozialpolitische Politikthemen verglichen. Beispielsweise zogen sie das Budget für Bildung, Gesundheit und Entwicklungspolitik und Messwerte wie die Kindersterblichkeit und die Quote von Analphabetinnen als Vergleichsparameter heran. Dieser Bericht implizierte erstmals, dass eine – auch geringfügige – Reduktion der Militärausgaben zur Verbesserung der alltäglichen Lebenssituation vieler Menschen in vielen Ländern dieser Erde führen wurde. Auf diesem Weg beeinflusste Sivard bald die öffentliche Debatte über die steigenden Militärausgaben der USA. 1970 kritisierte US-Verteidigungsminister Melvin R. Laird Sivards Arbeit als kontraproduktiv für die US-Politik im Kalten Krieg, woraufhin Präsident Richard Nixon die Veröffentlichung weiterer Berichte untersagte. Ein Jahr später verließ Sivard die Arms Control and Disarmament Agency.
Wenig später gründete Sivard eine eigene Non-Profit-Organisation namens World Priorities, mit der sie ihre Arbeit bei der Arms Control and Disarmament Agency fortsetze. Unterstützt wurde die Organisation durch verschiedene Think Thanks und Lobbygruppen. Ab 1974 veröffentlichte Sivard bis 1996 fast jährlich einen Bericht namens World Military and Social Expenditures, in dem sie anschaulich mit diversen Beispielen die Summe staatlicher Militärausgaben mit jenen staatlichen Ausgaben für die Grundbedürfnisse der Menschheit verglich und so ihr Engagement für eine Kürzung der Militärausgaben fortführte. Ein Großteil der Berichte erschien in der Hochphase des Kalten Kriegs Anfang der 1980er und damit in einer Zeit der Aufrüstung und hohen Militärausgaben, was Sivards Argument noch eindringlicher erscheinen ließ. Für mehrere Ausgaben konnte sie prominente Autoren für das Vorwort engagieren, darunter den Ökonom John Kenneth Galbraith (1978) und den Diplomaten und Historiker George F. Kennan (1981). Die Berichte verkaufte Sivard in vergleichsweise hohen Auflagen von mehreren zehntausenden Exemplaren für je 5 $; besonders in den politischen Kreisen Washingtons wurden die Berichte häufig gelesen. Wenngleich Sivard vor allem für diese Berichte bekannt wurde, veröffentlichte sie in dieser Zeit auch zu anderen Themen wie Energiepolitik und die Stellung der Frau.
Im Jahr 1991 erhielt Sivard für ihre Arbeit den UNESCO-Preis für Friedenserziehung. Fünf Jahre später musste sie ihre Arbeit aufgrund ihrer schwächelnden Gesundheit weitgehend aufgeben. Privat war Sivard für 46 Jahre mit dem Künstler Robert Sivard (1914–1990), dem Kunstbeauftragten der United States Information Agency, verheiratet; die beiden kannten sich noch aus der High School. Ruth Sivard verstarb 2015 drei Monate vor ihrem 100. Geburtstag in Washington, D.C. an den Folgen einer Alzheimer-Erkrankung. Sie hinterließ eine Tochter, einen Sohn und zwei Enkelkinder. Ihr Nachlass befindet sich in der Bibliothek des Smith College.